# جام خوان گمپر ۲۰۱۹
جام خوان گمپر ۲۰۱۹، ۵۴مین نسخه از جام خوان گمپر بود، مسابقه دوستانه سالانه فوتبال که در اوت هر سال برگزار می‌شود. تیم اسپانیایی و میزبان بارسلونا در ورزشگاه نیوکمپ در بارسلون با تیم انگلیسی آرسنال روبرو شد.
این اولین حضور آرسنال در جام خوان گمپر و اولین حضور یک تیم انگلیسی از زمان حضور منچستر سیتی در نسخه ۲۰۰۹ بود.
این جام بعد از پیروزی ۲–۱ برابر تیم انگلیسی، توسط تیم میزبان به گرفته‌شد.

## مسابقه
| بارسلونا                                  | ۲–۱   | آرسنال          |
| ----------------------------------------- | ----- | --------------- |
| - مایتلند نیلز ۶۹' (گل‌به‌خودی) - سوارز ۹۰' | گزارش | - اوبامیانگ ۳۶' |

| بارسلونا | آرسنال |